# Moenkhausia moisae
Moenkhausia moisae és una espècie de peix de la família dels caràcids i de l'ordre dels caraciformes.

## Morfologia
- Els mascles poden assolir 9,5 cm de llargària total.[1]

## Hàbitat
Viu a àrees de clima tropical.

## Distribució geogràfica
Es troba a Sud-amèrica, a les conques dels rius Maroni i Mana a la Guaiana Francesa.